# Distrito do Reno-Erft
O Distrito do Reno-Erft (em alemão:  Rhein-Erft-Kreis) é um distrito (Kreis ou Landkreis) da Alemanha localizado na região administrativa (Regierungsbezirk) de Colónia, no estado da Renânia do Norte-Vestfália.

## Cidades e municípios

Mapa do distrito de Rhein-Erft-Kreis

(População em 30 de junho de 2006)
| Cidades 1. Bedburg (24 922) 2. Bergheim (63 148) 3. Brühl (44 424) 4. Erftstadt (51 034) 5. Frechen (48 957) 6. Hürth (55 501) 7. Kerpen (64 323) 8. Pulheim (53 666) 9. Wesseling (35 560) | Município 1. Elsdorf (21 741) |